# ران فورستر
ران فورستر (انگلیسی: Ron Forster; ۱۹ اوت ۱۹۳۵ – ژانویه ۲۰۰۲ (۶۶ ساله)) بازیکن فوتبال اهل بریتانیا بود.
از باشگاه‌هایی که در آن بازی کرده‌است می‌توان به باشگاه فوتبال شفیلد ونزدی و باشگاه فوتبال دارلینگتون اشاره کرد.